# Акції протесту проти НАТО в Ісландії (1949)
Антинатовські заворушення в Ісландії 30 березня 1949 року — перша в історії масова акція протесту проти присутності військ країн НАТО і найвідоміша акція протесту в історії Ісландії.

## Передісторія
10 травня 1940 року в Ісландії висадилися британські війська з метою недопущення вступу країни в Другу світову на боці країн Осі. У червні 1941 року Велика Британія передала свої повноваження в Ісландії Сполученим Штатам, і 16 червня 1941 Ісландія була проголошена офіційно окупованою американськими військами. У березні 1942 року війська покинули острів. 17 червня 1944 Ісландія отримує повну незалежність і стає республікою. 30 березня 1949 року альтинг Ісландії зібрався на чергове засідання для підтвердження вступу країни в блок НАТО.

## Хід заворушень
Ініціаторами безладів вважається Соціалістична партія Ісландії. Група протестуючих вранці 30 березня 1949 року зібралася за школою в центрі Рейк'явіка і попрямувала до парку Аустурволлюр (ісл. Austurvöllur) перед будівлею альтинга. Там вже перебувала інша група протестуючих, яка вимагала від альтинга негайно скасувати рішення про вступ до НАТО. Спочатку акція проходила мирно, проте потім один з протестуючих, член Соціалістичної партії Ісландії закричав у мегафон, що лідера партії захопили в заручники. Це був сигнал до початку: зав'язалася бійка.
Протестуючі стали кидатися камінням і цеглою в будівлю парламенту і розбили всі вікна. Один камінь мало не влучив у голову керівнику альтинга. У справу втрутилася поліція, а на захист альтинга встали члени Партії незалежності. Поліцейські били протестувальників кийками та розганяли їх за допомогою сльозогінного газу. Число брали участь становило кілька тисяч, дані про загиблих і поранених невідомі.

## Наслідки
Альтинг проігнорував виступи протестуючих і підтвердив вступ країни в НАТО, але це призвело до того, що по всій країні почалися масові антинатовські виступи. Протягом усіх наступних років не раз звучали гасла «Ісландію прибрати з НАТО, а армію розпустити!» (ісл. Ísland úr NATO og herinn burt!). На вибори 50-х і 60-х років ліві партії йшли з обіцянкою денонсацію двостороннього ісландсько-американського оборонної угоди, але, потрапляючи в урядову коаліцію, були змушені відмовитися від цієї обіцянки. Зрештою, в 2006 році частини збройних сил США змушені були покинути базу в Кефлавіку, хоча Ісландія залишилася членом НАТО (високопоставлений ісландський дипломат Ейнар Бенедиктссон пише, що рішення про виведення частин з Ісландії було прийнято в США задовго до цього, і остаточний крок був відкладений як мінімум на десятиліття через наполягань ісландського уряду).
Історики-прихильники правої ідеології (такі, як Тор Уайтхед), вважають, що заворушення були підстроєні Комуністичною партією і були спробою державного перевороту. Самі заворушення були не перший раз в країні: у 1945 році під час святкування Дня перемоги 8 травня в Рейк'явіку влаштували масову бійку моряки країн-членів антигітлерівської коаліції.

## Галерея

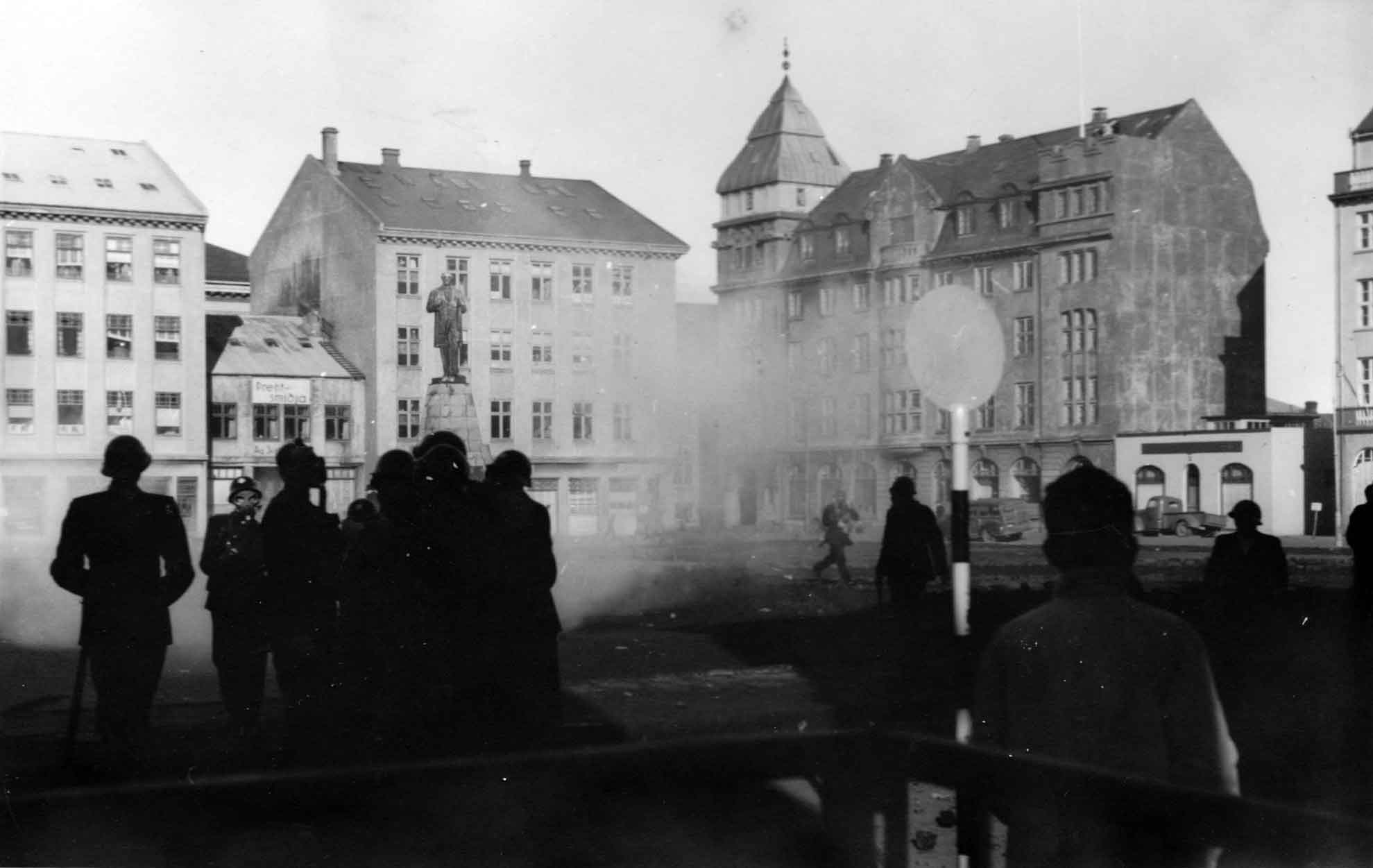
Поліцейські охороняють Аустурволлюр, встигнувши випустити сльозогінний газ
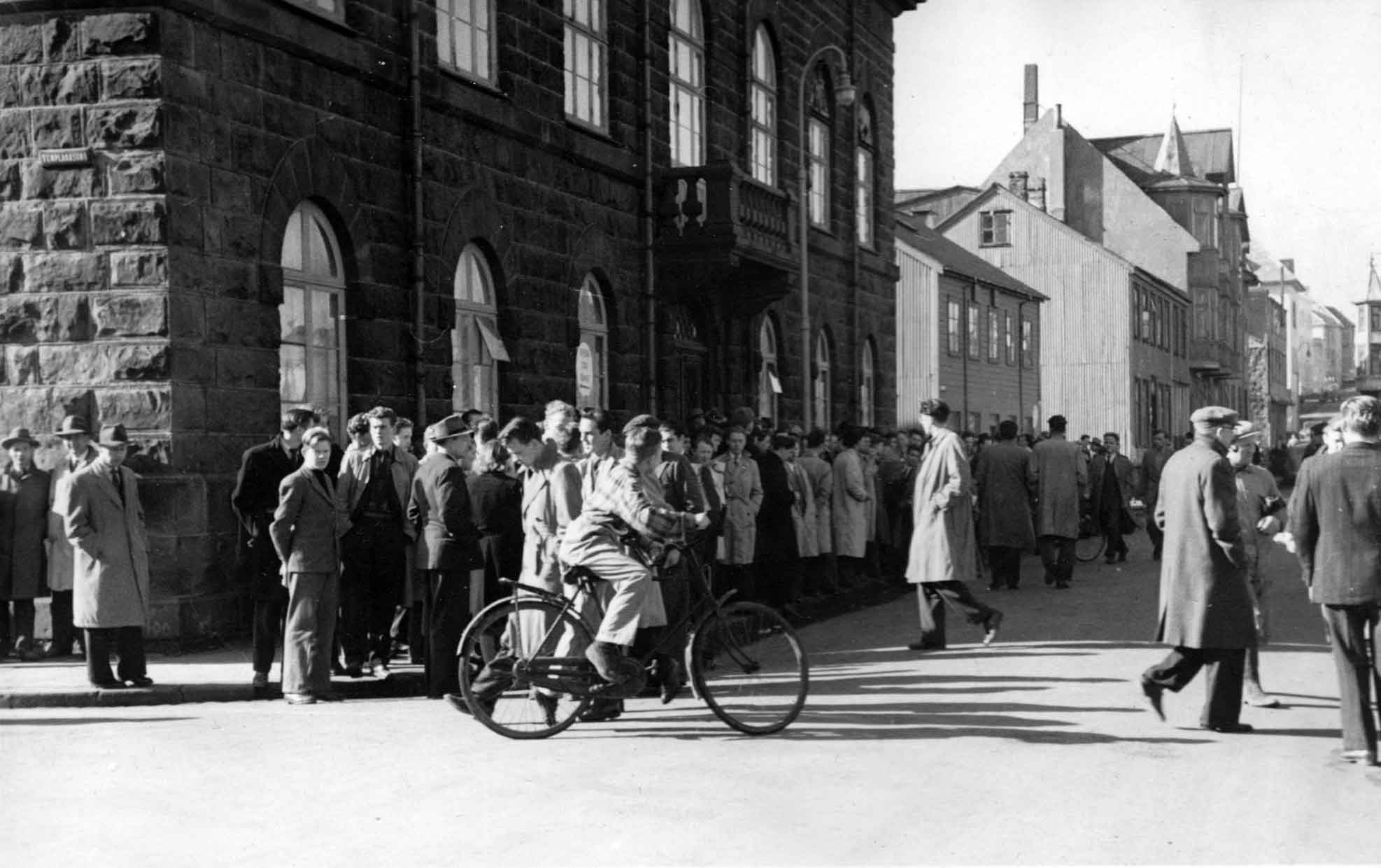
Люди збираються перед будівлею альтинга
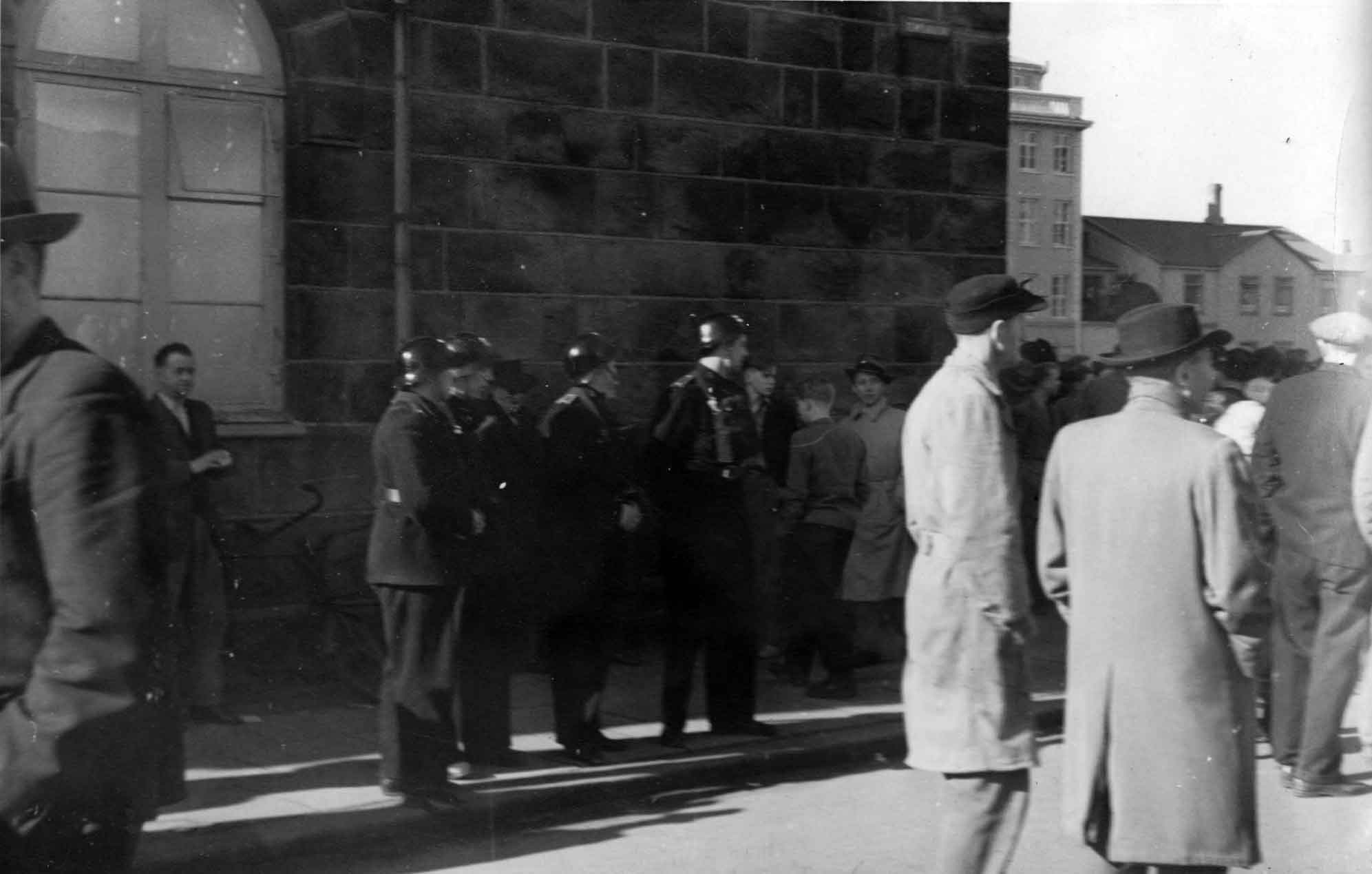
Поліція готується запобігти заворушенням
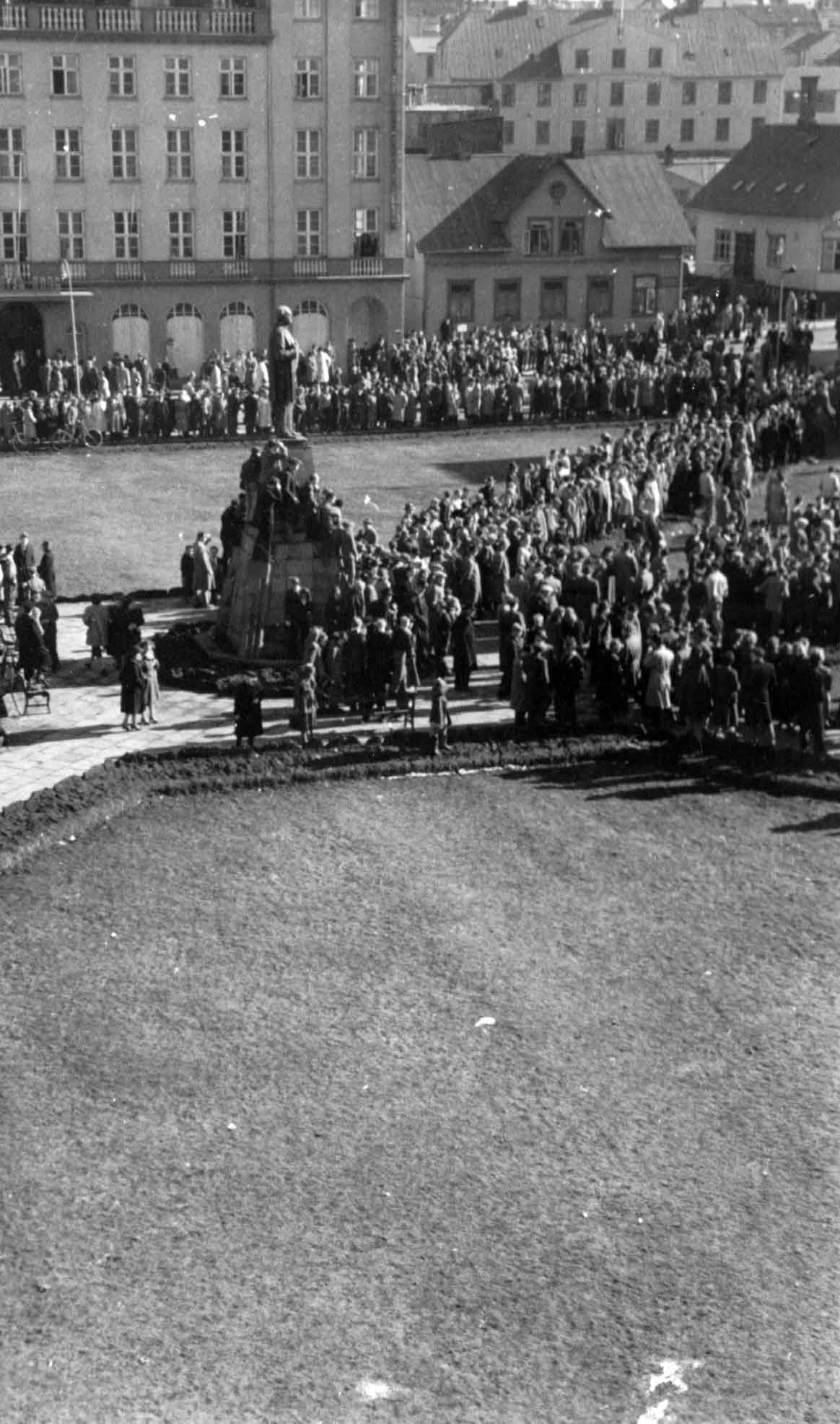
Загальний вид на протестувальників перед будівлею альтинга
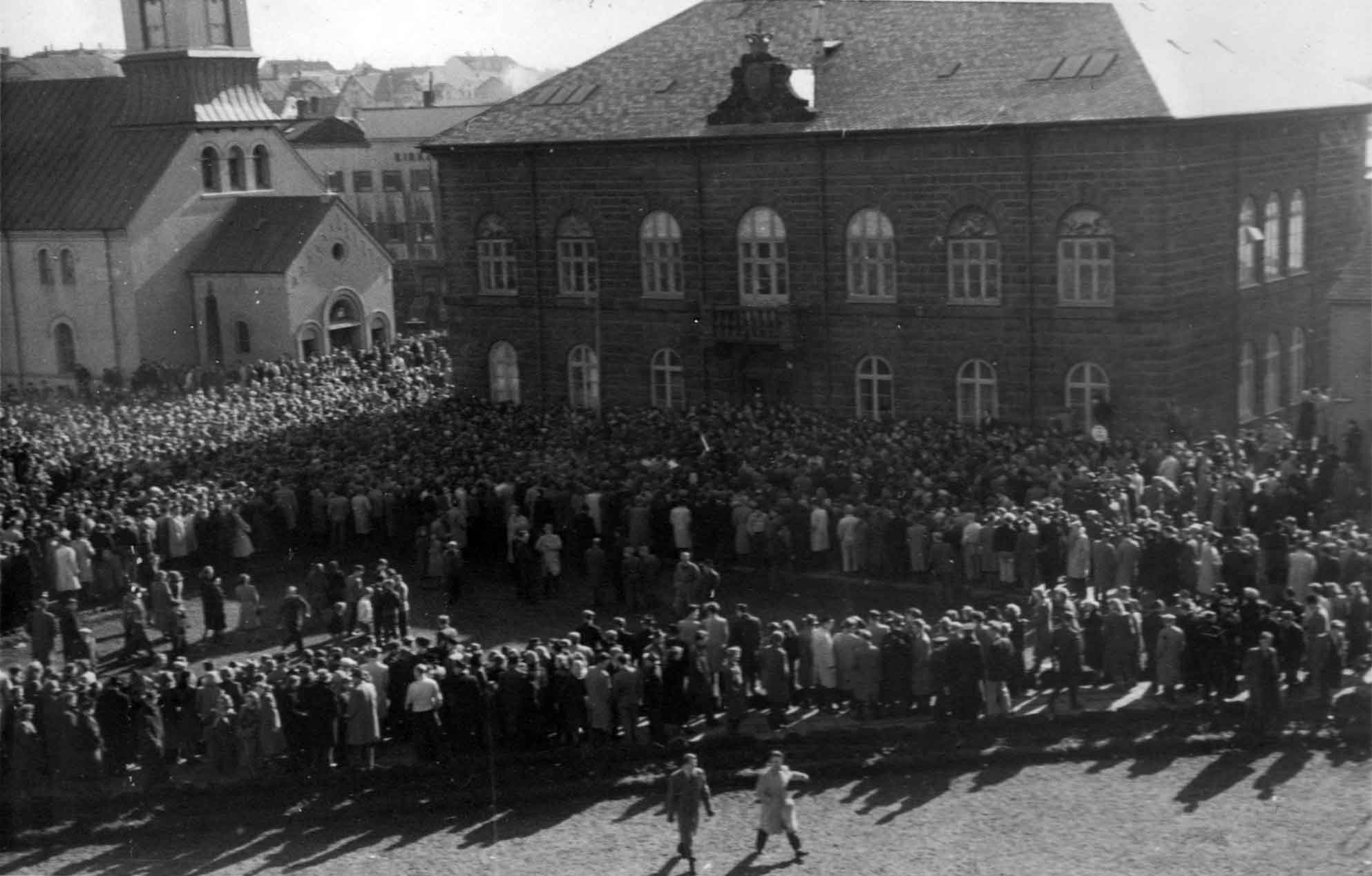
Загальний вид на протестувальників у Аустурволлюрі
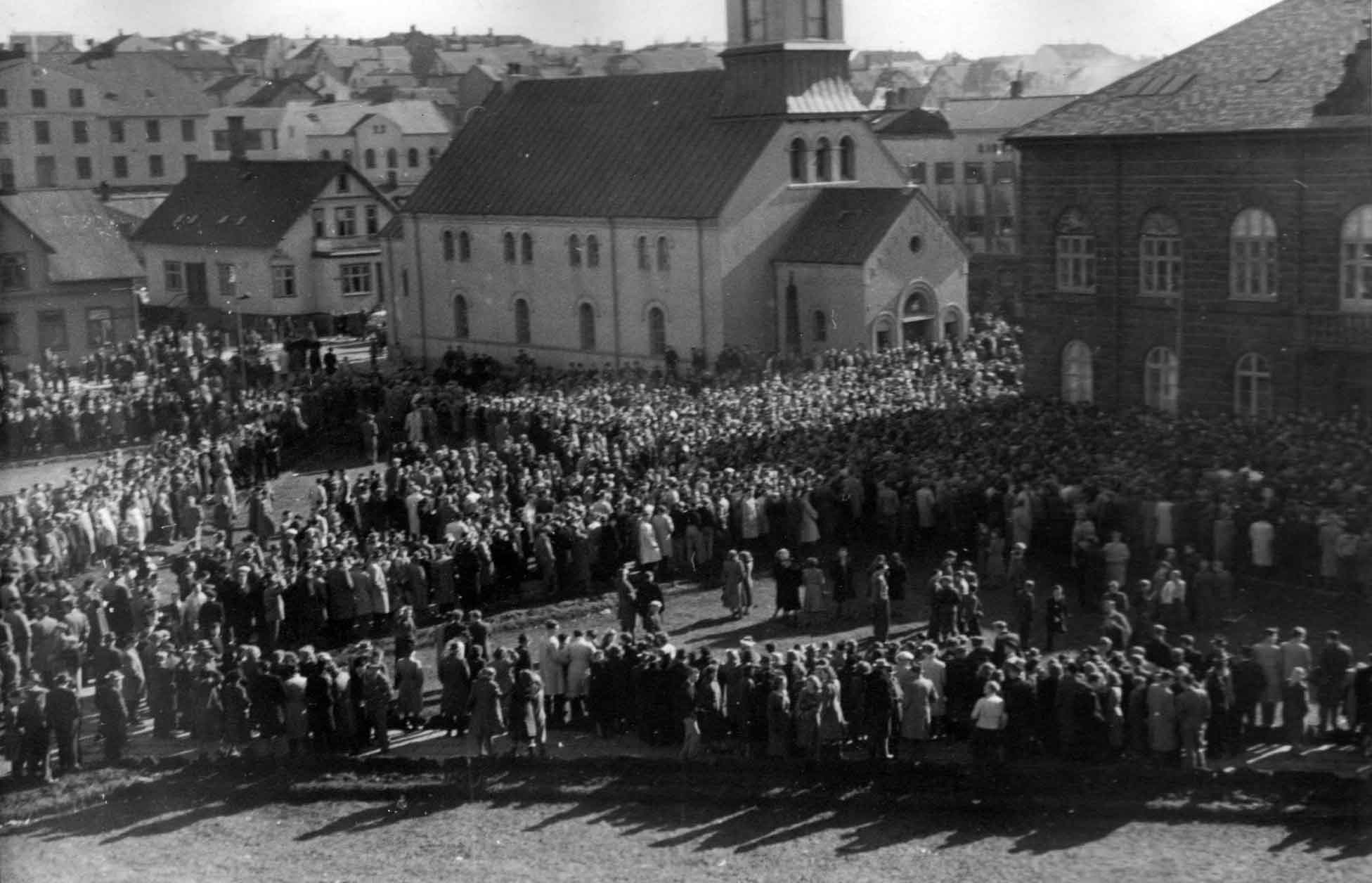
Протестуючі близько Рейкьявікського собору
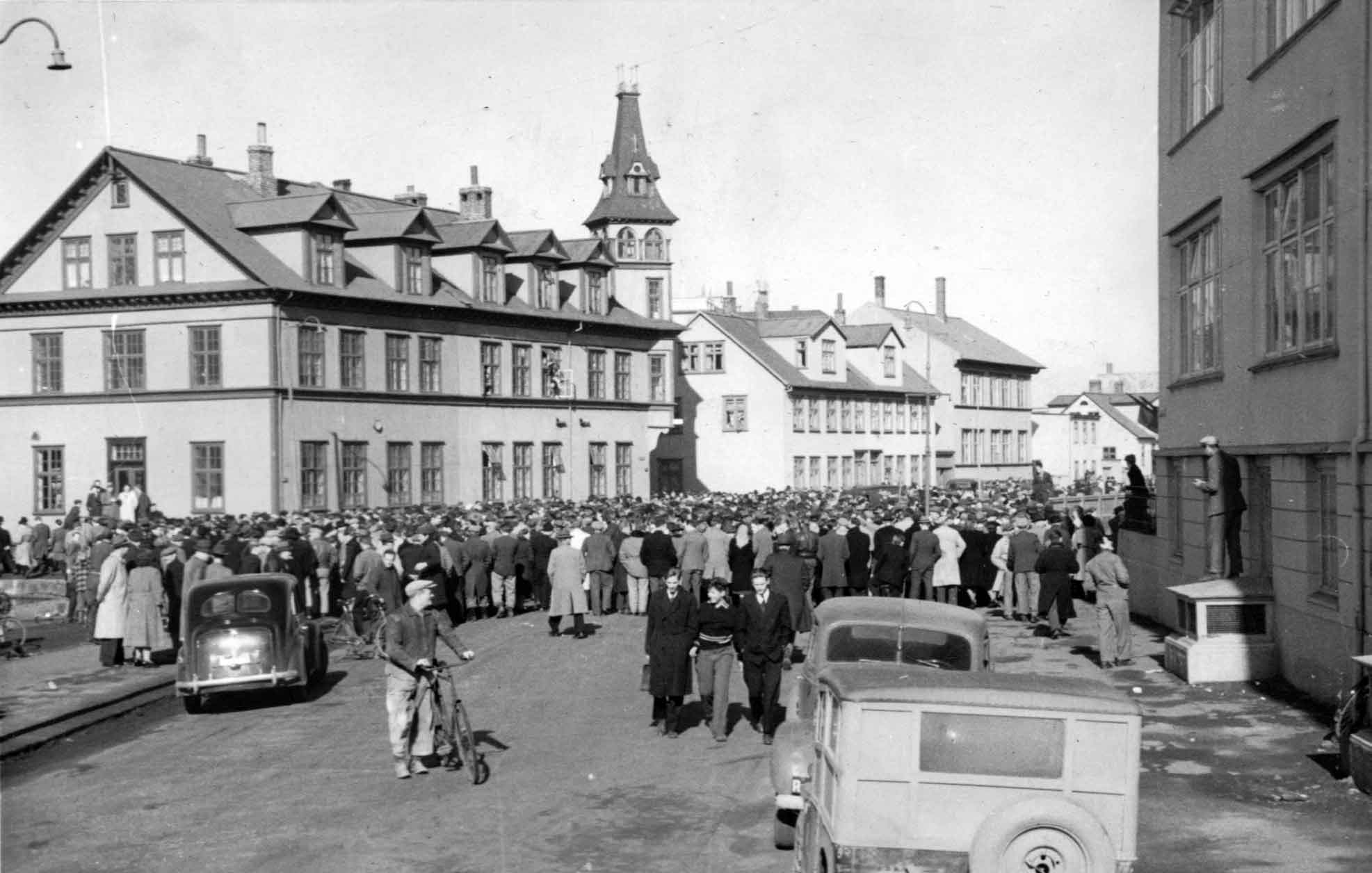
Протестуючі біля старої школи в окрузі Т'єрнін
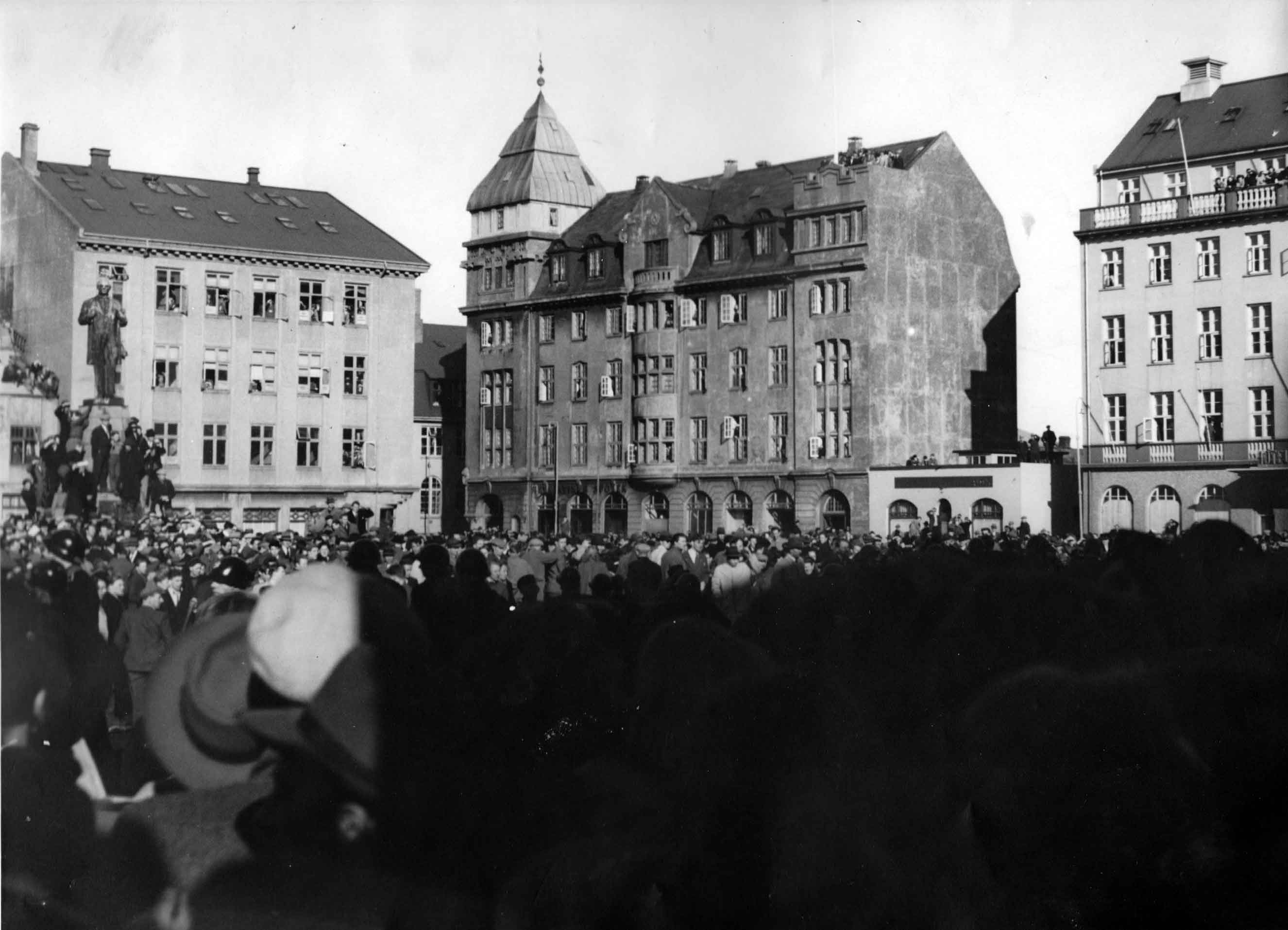
Натовп збирається перед будівлею альтинга
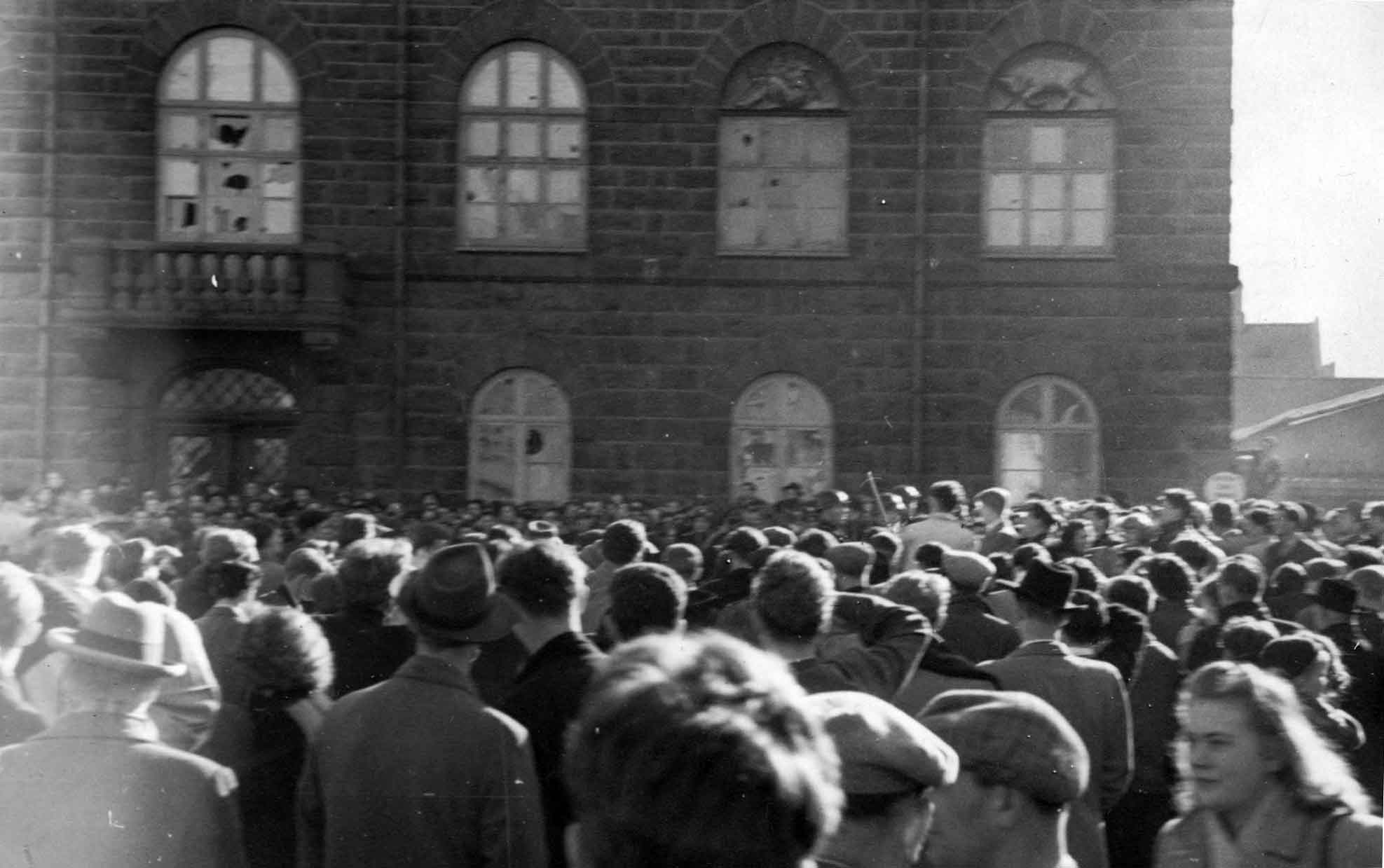
Масова бійка між прихильниками і противниками НАТО і поліцейськими: скло в будівлі альтинга вибите
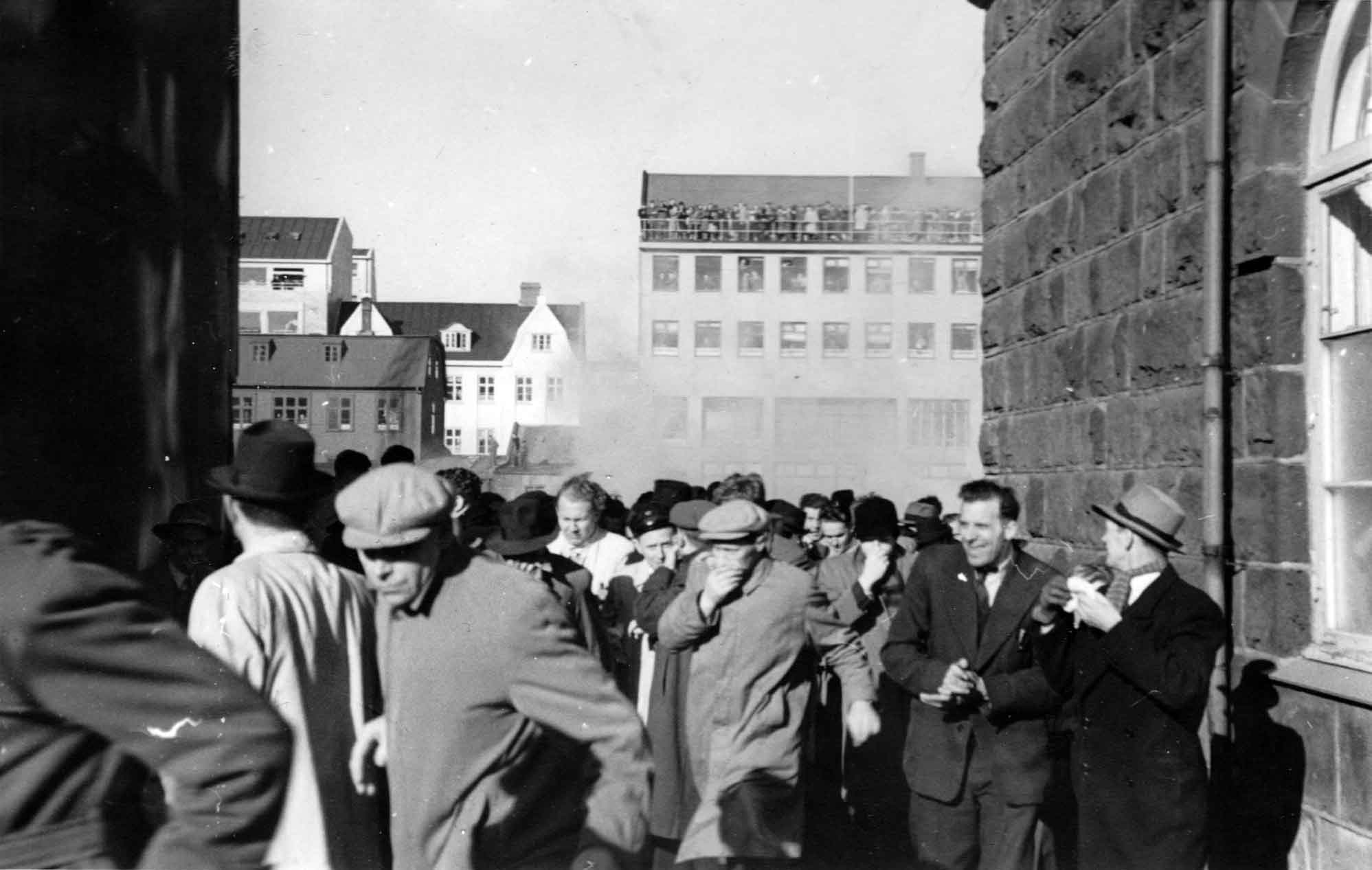
Люди розбігаються після того, як поліція випустила сльозогінний газ